# Giovanni Antonio Sangiorgio
Giovanni Antonio Sangiorgio, dit le cardinal d'Alexandrie (né 1439/1442 à Milan, alors dans le duché de Milan et mort le 14 mars 1509) à Rome) est un cardinal italien de la fin du XVe et du début du XVIe siècle. Il est un parent du cardinal Gian Francesco Biandrate di San Giorgio Aldobrandini (1596).

## Biographie
Sangiorgio  est professeur à Pavie et à Milan, ambassadeur du duc de Milan près du roi Matthias Ier de Hongrie, prévôt-archiprêtre à Milan. Il est nommé évêque d'Alexandrie en 1478 et est nommé auditeur à la Rote romaine dans le pontificat de Sixte IV.
Le pape Alexandre  VI le crée cardinal lors du consistoire du 20 septembre 1493. Le cardinal Sangiorgio est transféré à Parme en 1499 et promu patriarche latin de Jérusalem en 1500.
Le cardinal Sangiorgio participe pas au premier conclave de 1503 lors duquel Pie III est élu pape, et au deuxième conclave de 1503 (élection de Jules II). Il est un jurisconsulte connu et est l'auteur de six volumes de commentaires sur le droit canonique.

## Œuvres
- De appellationibus, Como, Ambrogio d'Orco e Dionigi Paravicino, V id. aug. [9 VIII] 1474.
- (la) Super usibus feudorum, Pavia, 1490 (lire en ligne)
  - (la) Super usibus feudorum, Lyon, Jacques Giunta, héritiers, 1548 (lire en ligne)
  - (la) Commentaria in Feudorum Libri III, Frankfurt am Main, Sumptibus Clementis Schleichii, 1629 (lire en ligne)